# Honkbal op de Olympische Zomerspelen 2020
Honkbal is een van de sporten die beoefend werd tijdens de Olympische Zomerspelen 2020 in Tokio, Japan. Het toernooi vond plaats van 28 juli tot en met 7 augustus 2021. De wedstrijden werden gespeeld in het Yokohama Stadium in Yokohama en het Fukushima Azuma Baseball Stadium in Fukushima. De World Baseball Softball Confederation (WBSC) is mede verantwoordelijke voor het toernooi.
Er deden alleen mannen mee, afkomstig uit zes deelnemende landen. Vrouwen streden om de medailles bij softbal. Honkbal stond voor de zesde keer op het olympisch programma, de vijfde editie was op de Olympische Zomerspelen 2008. Honk- & softbal werden als een van de vijf sporten toegevoegd aan het programma van de Zomerspelen van 2020, zonder de garantie dat het in 2024 terugkeert.

## Deelname
| Evenement                               | Datum                            | Locatie                          | Gekwalificeerd         |
| --------------------------------------- | -------------------------------- | -------------------------------- | ---------------------- |
| Gastland                                |                                  |                                  | Japan                  |
| Kwalificatietoernooi Afrika/Europa      | 18 - 22 september 2019           | Bologna, Parma                   | Israël                 |
| WBSC Premier12 2019                     | 11 - 17 november 2019 (eindfase) | Chiba, Tokio                     | Mexico Zuid-Korea      |
| Kwalificatietoernooi Noord/Zuid-Amerika | 31 mei - 5 juni 2021             | Port St. Lucie & West Palm Beach | Verenigde Staten       |
| Olympisch kwalificatietoernooi          | 22-26 juni 2021                  | Puebla                           | Dominicaanse Republiek |
| Totaal                                  | Totaal                           | Totaal                           | 6                      |

## Opzet
Het aantal van zes deelnemende landen heeft geleid tot een competitie opzet met zestien wedstrijden. In de openingsfase werd in twee groepen van drie een halve competitie werd gespeeld (2x 3 wedstrijden). Hierna volgt de eindfase, die als dubbel eleminatieronde werd gespeeld. Via de herkansingen is het nog mogelijk om voor de winst te spelen.

## Toernooi

### Groepsfase
| # | Land                   | Pnt | W | V |
| - | ---------------------- | --- | - | - |
| 1 | Japan                  | 2   | 2 | 0 |
| 2 | Dominicaanse Republiek | 1   | 1 | 1 |
| 3 | Mexico                 | 0   | 0 | 2 |

| Datum        | Winnaar                | Uitslag | Verliezer              |
| ------------ | ---------------------- | ------- | ---------------------- |
| 28 juli 2021 | Dominicaanse Republiek | 3 - 4   | Japan                  |
| 30 juli      | Mexico                 | 0 - 1   | Dominicaanse Republiek |
| 31 juli      | Japan                  | 7 - 4   | Mexico                 |

| # | Land             | Pnt | W | V |
| - | ---------------- | --- | - | - |
| 1 | Verenigde Staten | 2   | 0 | 0 |
| 2 | Zuid-Korea       | 1   | 1 | 1 |
| 3 | Israël           | 0   | 0 | 2 |

| Datum   | Winnaar          | Uitslag | Verliezer        |
| ------- | ---------------- | ------- | ---------------- |
| 29 juli | Israël           | 5 - 6   | Zuid-Korea       |
| 30 juli | Verenigde Staten | 8 - 1   | Israël           |
| 31 juli | Zuid-Korea       | 2- 4    | Verenigde Staten |

### Eindfase
|  | 1e ronde               | 1e ronde               | 1e ronde |  |  | 2e ronde               | 2e ronde               | 2e ronde         |   |                        | 3e ronde               | 3e ronde         | 3e ronde |  |            | finale     | finale | finale |
|  |                        |                        |          |  |  |                        |                        |                  |   |                        |                        |                  |          |  |            |            |        |        |
|  | Israël                 | Israël                 | 12       |  |  |                        |                        |                  |   |                        |                        |                  |          |  |            |            |        |        |
|  | Mexico                 | Mexico                 | 5        |  |  | Israël                 | Israël                 | 1                |   |                        |                        |                  |          |  |            |            |        |        |
|  | Dominicaanse Republiek | Dominicaanse Republiek | 3        |  |  | Zuid-Korea             | Zuid-Korea             | 11               |   |                        |                        |                  |          |  |            |            |        |        |
|  | Zuid-Korea             | Zuid-Korea             | 4        |  |  |                        |                        |                  |   | Zuid-Korea             | Zuid-Korea             | 2                |          |  |            |            |        |        |
|  |                        |                        |          |  |  |                        | Japan                  | Japan            | 5 |                        |                        |                  |          |  |            |            |        |        |
|  |                        |                        |          |  |  | Verenigde Staten       | Verenigde Staten       | 6                |   |                        |                        |                  |          |  |            |            |        |        |
|  |                        |                        |          |  |  | Japan                  | Japan                  | 7                |   |                        |                        |                  |          |  |            |            |        |        |
|  |                        |                        |          |  |  |                        |                        |                  |   |                        | Verenigde Staten       | Verenigde Staten | 0        |  |            |            |        |        |
|  | Dominicaanse Republiek | Dominicaanse Republiek | 7        |  |  |                        | Japan                  | Japan            | 2 |                        |                        |                  |          |  |            |            |        |        |
|  | Israël                 | Israël                 | 6        |  |  | Dominicaanse Republiek | Dominicaanse Republiek | 1                |   |                        |                        |                  |          |  |            |            |        |        |
|  |                        |                        |          |  |  | Verenigde Staten       | Verenigde Staten       | 3                |   |                        |                        |                  |          |  |            |            |        |        |
|  |                        |                        |          |  |  |                        |                        |                  |   | Zuid-Korea             | Zuid-Korea             | 2                |          |  |            |            |        |        |
|  |                        |                        |          |  |  |                        | Verenigde Staten       | Verenigde Staten | 7 |                        |                        |                  |          |  |            |            |        |        |
|  |                        |                        |          |  |  |                        |                        |                  |   |                        |                        |                  |          |  | Zuid-Korea | Zuid-Korea | 6      |        |
|  |                        |                        |          |  |  |                        |                        |                  |   | Dominicaanse Republiek | Dominicaanse Republiek | 10               |          |  |            |            |        |        |
|  |                        |                        |          |  |  |                        |                        |                  |   |                        |                        |                  |          |  |            |            |        |        |

## Eindrangschikking
| Goud | Zilver | Brons |
| --- | --- | --- |
| Japan Kōyō Aoyagi Suguru Iwazaki Masato Morishita Hiromi Itoh Yoshinobu Yamamoto Masahiro Tanaka Yasuaki Yamasaki Ryoji Kuribayashi Yūdai Ōno Kodai Senga Kaima Taira Ryutaro Umeno Takuya Kai Tetsuto Yamada Sōsuke Genda Hideto Asamura Ryosuke Kikuchi Hayato Sakamoto Munetaka Murakami Kensuke Kondo Yuki Yanagita Ryoya Kurihara Masataka Yoshida Seiya Suzuki | Verenigde Staten Shane Baz Anthony Carter Brandon Dickson Anthony Gose Edwin Jackson Scott Kazmir Nick Martinez Scott McGough David Robertson Joe Ryan Ryder Ryan Simeon Woods Richardson Tim Federowicz Mark Kolozsvary Nick Allen Eddy Alvarez Triston Casas Todd Frazier Jamie Westbrook Tyler Austin Eric Filia Patrick Kivlehan Jack López | Dominicaanse Republiek Darío Álvarez Gabriel Arias Jairo Asencio Luis Felipe Castillo Jumbo Díaz Junior García Jhan Mariñez Cristopher Mercedes Denyi Reyes Ramón Rosso Ángel Sánchez Raúl Valdés Roldani Baldwin Charlie Valerio José Bautista Juan Francisco Jeison Guzmán Erick Mejia Gustavo Núñez Emilio Bonifácio Melky Cabrera Johan Mieses Yefri Pérez Julio Rodríguez |
| 4 | 5 | 6 |
| Zuid-Korea | Israël | Mexico |

Atletiek · Badminton · Basketbal · Boksen · Boogschieten · Gewichtheffen · Golf · Gymnastiek · Handbal · Hockey · Honkbal · Judo · Kanovaren · Karate · Klimsport · Moderne vijfkamp · Paardensport · Roeien · Rugby · Schermen · Schietsport · Schoonspringen · Skateboarden · Softbal · Surfen · Synchroonzwemmen · Taekwondo · Tafeltennis · Tennis · Triatlon · Voetbal · Volleybal · Waterpolo · Wielersport · Worstelen · Zeilen · Zwemmen
Stockholm 1912* · 
Berlijn 1936* · 
Helsinki 1952* · 
Melbourne 1956* · 
Tokio 1964* · 
Los Angeles 1984* · 
Seoel 1988* · 
Barcelona 1992 · 
Atlanta 1996 · 
Sydney 2000 · 
Athene 2004 · 
Peking 2008 · 
Tokio 2020 · 
Los Angeles 2028 
Medaillewinnaars
* Demonstratiesport